# SŽ serija 541 podserija 900
SŽ 541 podserija 900 je serija osmih večsistemskih štiriosnih električnih lokomotiv, ki so jih Slovenske železnice pred dobavo živ (serija 541) med začetkom leta 2005 in oktobrom 2006 najele od družbe za izposojo lokomotiv Dispolok. Gre za lokomotive ES64F4 Siemensove serije EuroSprinter. V uporabi so bile izključno na koprski progi, kjer so omogočale vleko težjih vlakov po prometno obremenjeni enotirni progi z omejeno prepustnostjo. Med železničarji se je zanjo zaradi nemškega porekla in Dispolokove barvne sheme, ki spominja na blond barvo las, uveljavil vzdevek helga. Čeprav se lahko uporabljajo tudi v potniškem prometu, so zaradi sorazmerno nizke hitrosti primerne predvsem za tovorni promet. Pri SŽ so te lokomotive knjižili kot podserijo 900 serije 541. V primerjavi s serijo 541 (Siemens EuroSprinter ES64U) imajo podobne karakteristike, le da so nekoliko bolj oglate oblike.

## Glejte tudi
- SŽ serija 541